# Бреді (Техас)
Бреді (англ. Brady) — місто (англ. city) в США, адміністративний центр округу Маккалох у центральній частині штату Техас. Населення — 5118 осіб (2020).
Бреді називають серцем Техасу, оскільки місто є найближче розташованим до географічного центру штату.

## Географія
Бреді розташоване за координатами 31°7′44″ пн. ш. 99°23′49″ зх. д. / 31.12889° пн. ш. 99.39694° зх. д. (31.128752, -99.396993).  За даними Бюро перепису населення США в 2010 році місто мало площу 30,12 км², з яких 23,26 км² — суходіл та 6,86 км² — водойми.

### Клімат
Місто знаходиться у зоні, котра характеризується вологим субтропічним кліматом. Найтепліший місяць — липень із середньою температурою 28 °C (82.4 °F). Найхолодніший місяць — січень, із середньою температурою 7.5 °С (45.5 °F).
| Клімат Бреді            | Клімат Бреді | Клімат Бреді | Клімат Бреді | Клімат Бреді | Клімат Бреді | Клімат Бреді | Клімат Бреді | Клімат Бреді | Клімат Бреді | Клімат Бреді | Клімат Бреді | Клімат Бреді | Клімат Бреді |
| Показник                | Січ.         | Лют.         | Бер.         | Квіт.        | Трав.        | Черв.        | Лип.         | Серп.        | Вер.         | Жовт.        | Лист.        | Груд.        | Рік          |
| Абсолютний максимум, °C | 32,8         | 37,2         | 36,1         | 38,3         | 41,7         | 43,3         | 43,3         | 42,2         | 42,8         | 39,4         | 33,9         | 32,8         | 43,3         |
| Середній максимум, °C   | 14,7         | 17,1         | 21,3         | 26           | 29,3         | 32,9         | 34,9         | 34,9         | 31,3         | 26,4         | 20,2         | 16           | 25,4         |
| Середня температура, °C | 7,5          | 9,8          | 13,7         | 18,4         | 22,4         | 26,2         | 28           | 27,8         | 24,3         | 19           | 12,8         | 8,7          | 18,2         |
| Середній мінімум, °C    | 0,2          | 2,3          | 6,1          | 10,9         | 15,7         | 19,5         | 21,1         | 20,7         | 17,3         | 11,5         | 5,3          | 1,3          | 11           |
| Абсолютний мінімум, °C  | −17,8        | −16,1        | −13,9        | −3,3         | 2,8          | 8,3          | 13,3         | 10           | 0,6          | −4,4         | −12,2        | −18,9        | −18,9        |
| Норма опадів, мм        | 32           | 39           | 40           | 56           | 90           | 70           | 54           | 55           | 78           | 63           | 39           | 34           | 650          |
| Днів з опадами          | 5            | 5            | 5            | 5            | 7            | 6            | 4            | 5            | 6            | 6            | 5            | 5            | 64           |
| ----------------------- | ------------ | ------------ | ------------ | ------------ | ------------ | ------------ | ------------ | ------------ | ------------ | ------------ | ------------ | ------------ | ------------ |
| Джерело: Weatherbase    |              |              |              |              |              |              |              |              |              |              |              |              |              |

## Демографія
Згідно з переписом 2010 року, у місті мешкало 5528 осіб у 2174 домогосподарствах у складі 1426 родин. Густота населення становила 184 особи/км².  Було 2623 помешкання (87/км²).
Расовий склад населення:
| - 81,1 % — білих - 2,6 % — чорних або афроамериканців - 0,7 % — корінних американців - 0,4 % — азіатів - 13,0 % — осіб інших рас |

До двох чи більше рас належало 2,2 %. Частка іспаномовних становила 36,7 % від усіх жителів.
За віковим діапазоном населення розподілялося таким чином: 26,6 % — особи молодші 18 років, 55,1 % — особи у віці 18—64 років, 18,3 % — особи у віці 65 років та старші. Медіана віку мешканця становила 39,4 року. На 100 осіб жіночої статі у місті припадало 94,7 чоловіків;  на 100 жінок у віці від 18 років та старших — 89,3 чоловіків також старших 18 років.
Середній дохід на одне домашнє господарство  становив 48 216 доларів США (медіана — 35 987), а середній дохід на одну сім'ю — 52 013 долари (медіана — 38 698). Медіана доходів становила 42 042 долари для чоловіків та 35 042 долари для жінок. За межею бідності перебувало 20,7 % осіб, у тому числі 30,9 % дітей у віці до 18 років та 10,3 % осіб у віці 65 років та старших.
Цивільне працевлаштоване населення становило 2415 осіб. Основні галузі зайнятості: сільське господарство, лісництво, риболовля — 19,1 %, освіта, охорона здоров'я та соціальна допомога — 17,9 %, роздрібна торгівля — 13,1 %, мистецтво, розваги та відпочинок — 11,1 %.